# Šartovac
Šartovac är en ort i Kroatien.   Den ligger i länet Moslavina, i den östra delen av landet, 70 km sydost om huvudstaden Zagreb. Šartovac ligger 143 meter över havet och antalet invånare är 383.
Terrängen runt Šartovac är platt, och sluttar söderut. Runt Šartovac är det ganska tätbefolkat, med 52 invånare per kvadratkilometer. Närmaste större samhälle är Kutina, 4,5 km söder om Šartovac. Trakten runt Šartovac består till största delen av jordbruksmark.